# Емрах Башсан
Емрах Башсан (тур. Emrah Başsan, нар. 17 квітня 1992, Гебзе, Туреччина) — турецький футболіст, вінгер клубу «Кайсеріспор».

## Ігрова кар'єра

### Клубна

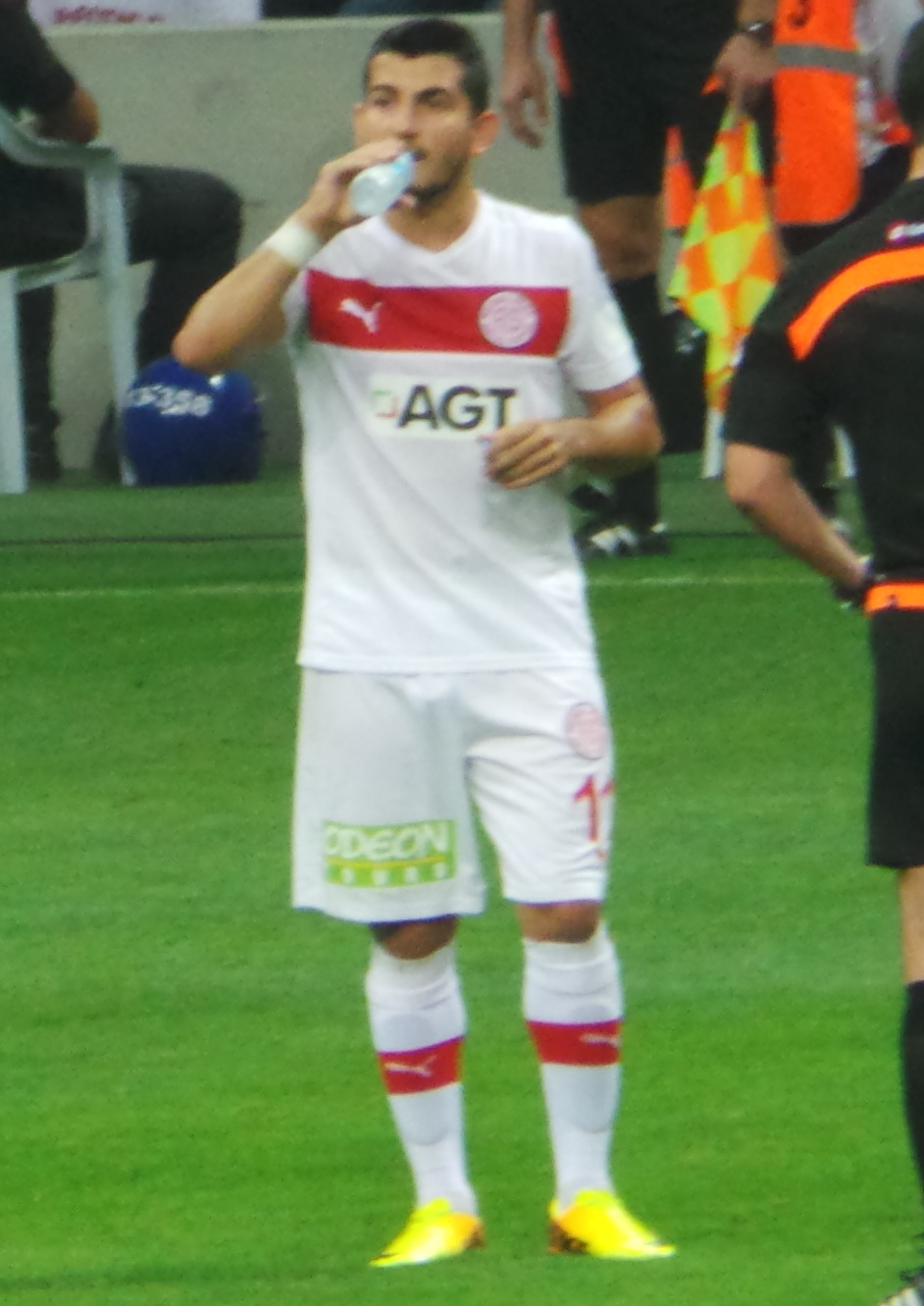
Емрах Башсан у складі «Анталіяспор»

Емрах Башсан свою футбольну кар'єру починав у клубі Другої ліги «Пендікспор» у 2009 році. У клубі він провів три сезони і у 2011 році перейшов до клубу «Анталіяспор». У вересні 2011 року у складі нової команди футболіст дебютував у турецькій Супелізі. Разом з «Анталіяспором» Башсан вилітав до Перщої ліги та в сезоні 2014/15 знову повернувся до еліти.
У 2016 році права на футболіста придбав стамбульський «Галатасарай», та в основі клуба Башсан так і не зіграв жодного матчу. А був відправлений в оренду у клуб «Чайкур Різеспор» та нідерландську «Фортуну». Після того другу половину сезону 2017/18 футболіст провів у португальській «Віторії». 
А сезон 2018/19 вінгер розпочав вже у Туреччині, де приєднався до клубу Суперліги «Ерзурумспор». Влітку 2021 року Башсан також як вільний агент перейшов до клубу «Кайсеріспор».

### Збірна
З 2012 по 2014 роки Емрах Башсан виступав у складі молодіжної збірної Туреччини.

## Титули
Галатасарай
 Переможець Суперкубка Туреччини: 2016